# Konstantinos Tsatsos

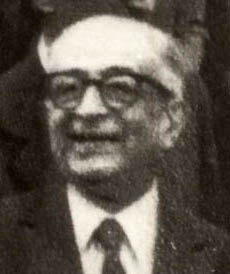
Konstantinos Tsatsos in 1976

Konstantinos Tsatsos (Grieks: Κωνσταντίνος Τσάτσος) (Athene, 1 juli 1899 – aldaar, 8 oktober 1987) was een Grieks diplomaat, hoogleraar, intellectueel en politicus. Van 1975 tot 1980 was hij president van Griekenland.

## Levensloop
Konstantinos Tsatsos werd in 1899 geboren te Athene. Nadat hij was afgestudeerd aan de rechtenfaculteit van de Universiteit van Athene, trad hij toe tot het corps diplomatique. Na zijn doctoraalstudie in Heidelberg (die duurde van 1924 tot 1928) werd hij in 1933 hoogleraar in de rechtswetenschap. In 1940 werd hij gearresteerd en verbannen, omdat hij zich verzette tegen het regime van Ioannis Metaxas. Tijdens de Duitse bezetting van Griekenland sloot Tsatsos zich aan bij het Griekse verzet en vluchtte hij naar het Midden-Oosten, waar de in ballingschap zijnde Griekse regering was gezeteld.
Na de Tweede Wereldoorlog keerde Tsatsos terug naar Griekenland en stapte hij in de politiek. Hij werd ook voor de eerste keer minister. In 1946 wilde hij zich nog meer inzetten voor de Griekse politiek. Hij werd lid van de Liberale Partij en zegde zijn post aan de Universiteit van Athene op. Na de oprichting van de Nationale Radicale Unie door Konstantinos Karamanlis trad hij toe tot diens partij.
Tsatsos was jarenlang lid van het Griekse parlement en vervulde hij verschillende ministerposten, onder andere in de periode voor de Griekse militaire junta.
Na de val van de militaire junta in 1974 werd hij opnieuw lid van het Griekse parlement. Ook werd hij minister van Cultuur. In 1975 stopte hij echter als minister nadat hij tot president was verkozen. Na zijn vijfjarige ambtsperiode ging Tsatsos in 1980 met pensioen. In 1987 overleed hij in Athene.
Hij was gehuwd met Ioanna Seferiádou, een zus van de dichter George Seferis.

## Tsatsos als intellectueel
Van 1933 tot 1946 was Konstantinos Tsatsos hoogleraar filosofie en rechtswetenschap aan de Universiteit van Athene. Vanaf 1962 was hij ook lid van de Griekse Academie. Hij schreef boeken over rechtstheorieën, filosofie en geschiedenis, maar ook literaire werken, gedichten, essays en vertalingen van oude Griekse en Romeinse klassiekers. In 1974 was hij de voorzitter van de commissie die de nieuwe Griekse grondwet moest opstellen.
- Biblioteca Nacional de España: XX1141658
- Bibliothèque nationale de France: cb11927192q (data)
- CiNii: DA07556720
- Gemeinsame Normdatei: 119152746
- International Standard Name Identifier: 0000 0001 2148 1737
- Library of Congress Control Number: n84058420
- Nationale bibliotheek van Australië: 35811638
- Nationale Bibliotheek van Israël: 987007594767405171
- Nederlandse Thesaurus van Auteursnamen: 073988014
- SNAC: w61g42f4
- Système universitaire de documentation: 027170659
- Trove: 1098618
- Virtual International Authority File: 113257497
- WorldCat: E39PBJtcDfBfk9F6CwVYTjG8md